# 馬弔
馬弔（マーディアオ）は、馬吊とも書き、中国の伝統的なカードゲーム用のカードである。4つのスートからなる40枚のカードで、現代の中華圏で使われている紙牌や麻雀の先祖にあたる。またトランプもこのカードが中東を経由して西洋に伝わったものとする説が有力である。
古い文献では葉子戯（イエツーシー）・葉子格戯と呼ばれているが、葉子戯は時代と文脈によってすごろくの一種であるダイスゲームとも、後世の馬弔の原型としてのゲームとも、馬弔自体とも、馬弔のカードを使ったゲームの総称とも、一般に紙牌を使ったゲームの総称とも解釈される多義語であることに注意しなければならない。

## 唐・宋の葉子戯

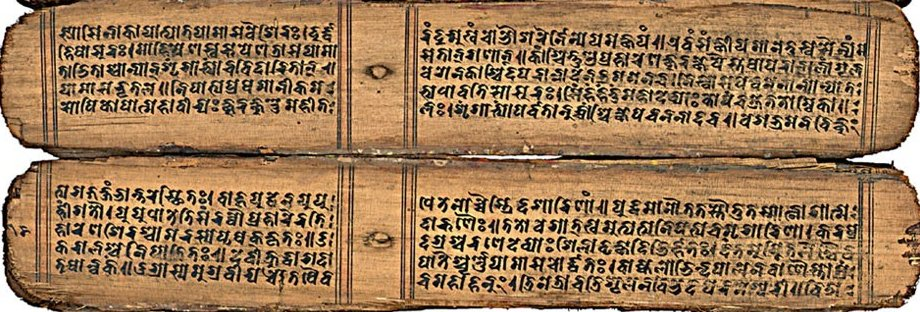
11世紀のサンスクリット貝葉

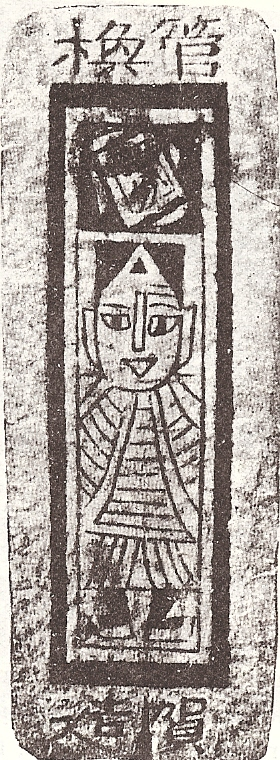
トルファン出土の1400年ごろの紙牌

「葉子戯」という語は唐の蘇鶚の同昌公主伝（『杜陽雑編』下、9世紀末）にはじめて見える。
韋氏諸宗、好為葉子戯。夜則公主以紅琉璃盤盛夜光珠、令僧祁立堂中、而光明如昼焉。
また、遼でも穆宗が、おそらく同一のゲームであろう「葉格戯」を遊んだという記録がある。
欧陽脩『帰田録』（11世紀）によれば、唐代の葉子戯はすごろくに似た、サイコロを使ったボードゲームであった。古くは書物は巻物の形式で記していて不便であったので、唐代に至って「葉子」または「策子」（冊子）とよばれる形式に取ってかわられた。すごろくの点数もチェックしやすいように葉子に記していたため、葉子格と呼んだのである。北宋の程大昌（12世紀）も「葉子」を冊子のことと解釈している。
明の銭易編『南部新書』には、朱全忠がさいころを使って葉子戯を遊んだという故事が見える。欧陽脩は自分が少年のときに葉子はまだあったが、後に失われたと言っており、11世紀にはすでに葉子戯は基本的にすでに失われていたことがわかる。清の高士奇の記すところによると、南唐の李後主の妃の周氏に『金葉子格』という書があったという。このダイスゲームは後世に伝わっていないが、清初の文人である王士禎『南唐宮詞』に「花底自成金葉格」という詩句が見える。
葉子戯の起源は諸説紛々としている。葉子格が唐初の天文学家張遂（一行禅師）によって発明されたという伝説があり、それによると「葉子」という字を分解すると「廿世李」になり、唐王朝の世が20代にわたることを暗示しているという。別の伝説では、葉子格は唐中葉にはじめて出現し、発明者が葉子青という名前だったためにその名がついたという。類似の伝説ではこのゲームは唐末に葉子という婦人が発明したという。『太平広記』も「感定録」からとして同様の話を載せるが、葉子は『骰子選』と同じであるといい、これが正しいならば陞官図の原形のような出世すごろくの一種だったと考えられる。

## 明代の葉子戯

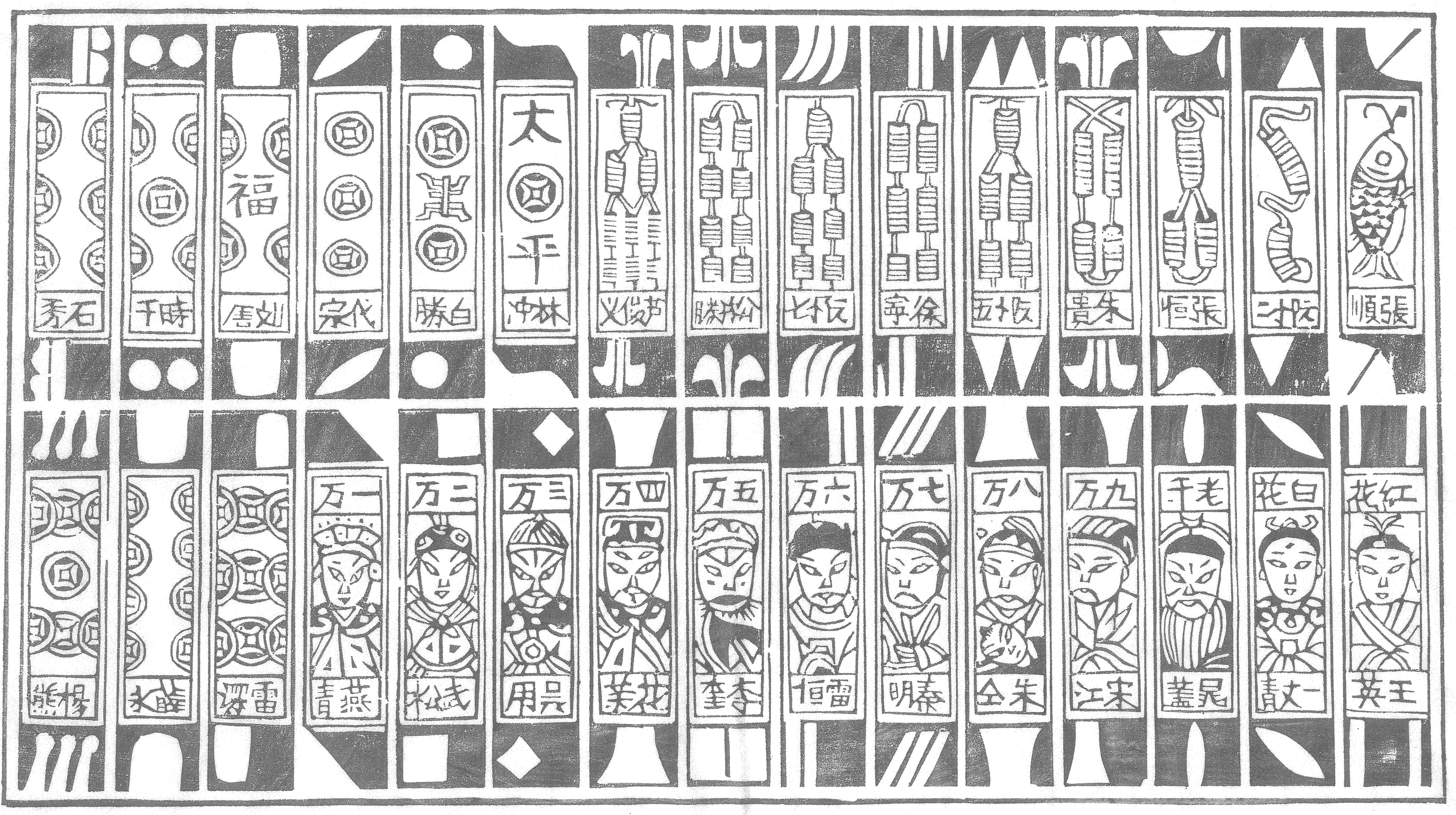
山東省の葉子戯（馬弔・マーディアオ）

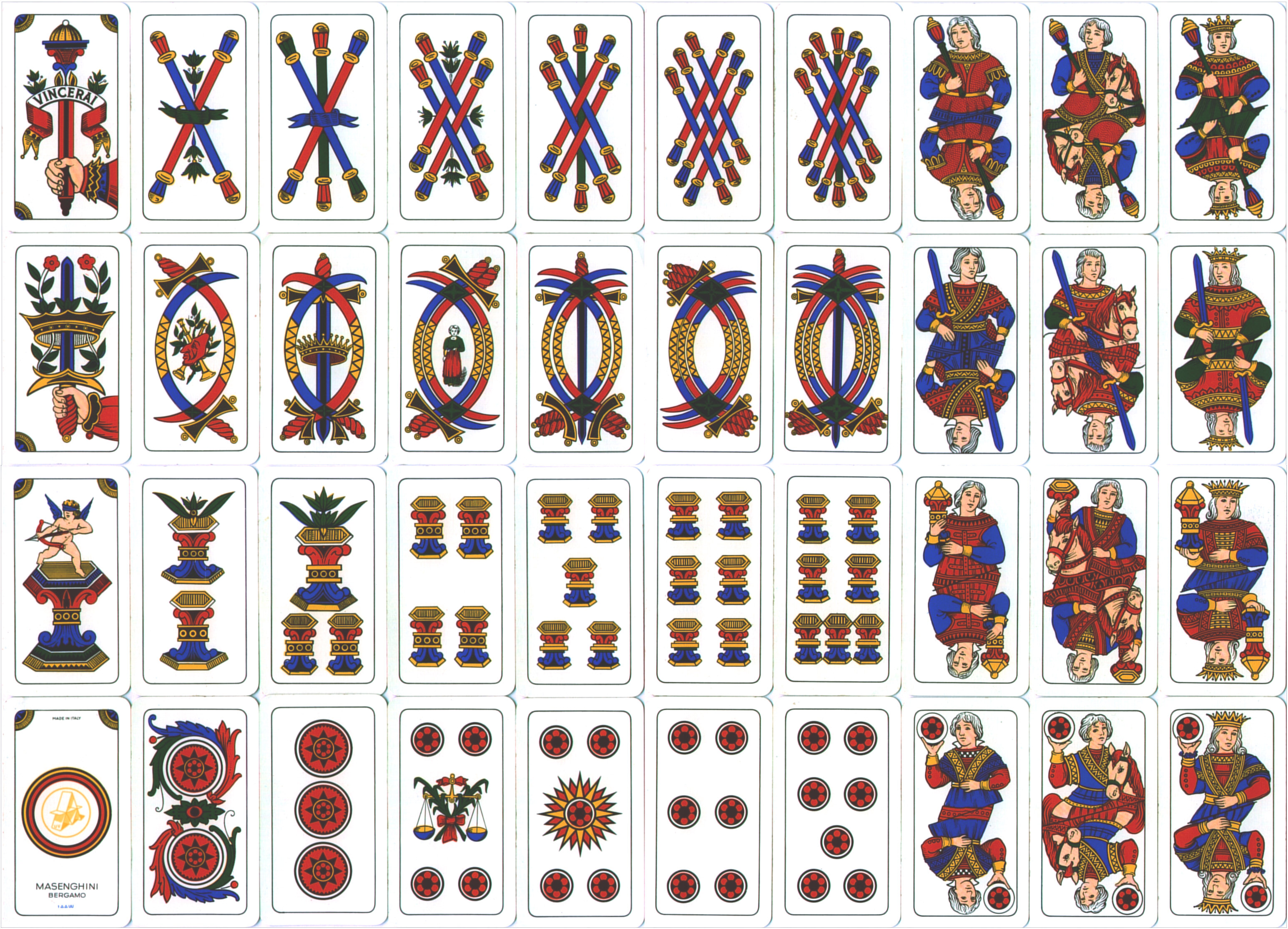
16世紀イタリア・ベルガモのトランプ

明の「葉子戯」は、意味が宋のものとは異なっている。明の成化年間の陸容 (1466-1494)『菽園雑記』の記すところによると、当時の昆山で一種のカードゲームが流行しており、カードの総数は38枚であって、一銭から九銭・一百から九百・一万貫から九万貫・二十万貫から九十万貫・百万貫・千万貫・万万貫からなっていた。「糸巻き」の様に見える図柄は、「銭の穴に糸を通した束」で、「サイコロの目」の様に見える図は「銭を正面から見た図」である。一万貫以上のカードには『水滸伝』中の二十人の絵が描かれており万万貫は宋江・千万貫は武松等となっていた（ただし「混江竜李進」と「混江竜李海」が別人として存在するなど、現行の水滸伝とは名前が多少異なっている）。当時の人はこの種のカードを「葉子」と呼び、葉子を使ったカードゲーム自身のことは「葉子戯」と呼んでいた。今では水滸牌と呼ぶことが多い。
後世の文献に記載されている馬弔は、この葉子よりも2枚多い。清末の考証家の徐珂は宋代にすでに馬弔というゲームがあったとしているが、実際には、明・清になってはじめて馬弔に関する文献が見られる。かつ現存最古の馬弔に関する文献は、明の万暦年間に潘之恒が著した『葉子譜』と『続葉子譜』で、陸容の『菽園雑記』より一世紀ちかくも新しい。したがって陸容の記した葉子が馬弔カードの原型なのか、馬弔と同時代にあった変種であるのか、はっきりしない。
「葉子」は明末になると2つの意味を持つようになった。ひとつは後世にいう「馬弔」であり、もうひとつは馬弔に似た「酒牌」である。
後世の馬弔のサイズは今の中国の通常の紙牌と同様であったが、『葉子譜』に記すところによると、葉子は「古貝葉之遺製」であり、したがって当初はおそらく定規のようなサイズで、今の紙牌より長く、かつ名前のとおり葉が材料だったのであろう。しかし天啓年間の黎遂球『運掌経』によると「凡牌之用、有数適焉、大可一寸、高倍出之、厚僅盈指、紙軽小、便易挟以偕遊」とあり、明末の馬弔はすでに紙製であったようだ。明代の馬弔は全部で40枚からなり、「十字・万字・索子・文銭」の4つの門（スート）があった。ここで「十字」は十万貫・「索子」は百文にあたる。スートごとに枚数が異なっており、「十字・文銭」門は11枚、「万字・索子」門は9枚からなっていた。
|          | → 高  |       |       |       |       |       |       |       |       |          |             |
| 十 字 門 | 二 十 | 三 十 | 四 十 | 五 十 | 六 十 | 七 十 | 八 十 | 九 十 | 百 万 | 千 万    | 尊 万 貫    |
| 万 字 門 |       |       | 一 万 | 二 万 | 三 万 | 四 万 | 五 万 | 六 万 | 七 万 | 八 万    | 尊 九 万 貫 |
| 索 子 門 |       |       | 一 索 | 二 索 | 三 索 | 四 索 | 五 索 | 六 索 | 七 索 | 八 索    | 尊 九 索    |
| 文 銭 門 | 九 銭 | 八 銭 | 七 銭 | 六 銭 | 五 銭 | 四 銭 | 三 銭 | 二 銭 | 一 銭 | 半 文 銭 | 尊 空 没 文 |

各門の最高のカードには「尊」の字が冠してある。文銭には穴があいているため、その意をとって、一文の銭もない「空没文」を尊とし、かつ文銭門のランクの順序は他の三門とは逆になっていて、後世の紙牌とは異なっている。千万は別名を千兵といい、後世には老千とも呼んだ。空没文は別名を齾客といい、後世には空湯・空湯瓶・空堂・空文とも呼んだ。半文銭は別名を枝花といい、後世には半枝花・半齾とも呼んだ。陸容の述べている葉子と同様に、馬弔の十と万の2つの門にも『水滸伝』の登場人物の絵が印刷されていた。しかし、陸容のいう「百」字門は、馬弔では「索子」と呼ばれ、馬弔の空没文と半文銭の2枚については陸容は言及していない。
陸容と潘之恒では水滸伝の人物名にも多少の違いがある。潘之恒のものは現行の『水滸伝』とよく一致し、水滸伝の伝承の変化を反映しているものであろう。
| カード | 陸容       | 潘之恒       |
| ------ | ---------- | ------------ |
| 八十   | 混江竜李進 | 美髯公朱仝   |
| 六十   | 鉄鞭呼延綽 | 双鞭呼延灼   |
| 四十   | 賽関索王雄 | 黒旋風李逵   |
| 二十   | 一丈青張横 | 一丈青扈三娘 |
| 六万   | 混江竜李海 | 九紋竜史進   |
| 五万   | 黒旋風李逵 | 混江竜李俊   |

馬弔を使ったカードゲームは、明末には総称して「葉子戯」といった。葉子戯に使うカードのことを「馬弔」と呼ぶのも、後世の人の言い方にすぎない。明代の葉子戯で記録の残るものには、馬弔・看虎・扯章（扯張とも書き、「扯三章・扯五章」の2種類があった）の3種がある。看虎と扯章では馬弔の十字門から「千万」以外をすべて除いた30枚のカードを使用していた。同様に30枚だけのカードを使って行うゲームおよびカードのことを、清代には遊湖と呼んだ。馬弔・看虎・扯章の3種類のゲームは派生関係にはなかったが、清代に「馬弔」をカードの名称としたために、看虎・扯章を馬弔から派生したと誤解するようになった。明代にはゲーム名とカード自身の名前ははっきり呼び分けられていた。馬弔・看虎・扯章は、明の『葉子譜・続葉子譜・運掌経』および文学家馮夢竜の『牌経十三篇・馬弔脚例』の中で、つねにゲームの名称として使われ、カード自身は「葉子・崑山牌・蝋牌」等とさまざまに呼ばれたが、「馬弔」と呼んだ例はない。
ゲームとしての馬弔は明末に流行し、多くの士大夫を迷わせた。清の初めには「明は馬弔で滅んだ」という説さえ現れた。馬弔を古代の麻雀であると考える人があるが、しかし『葉子譜・続葉子譜・馬弔脚例』によれば、明代の葉子戯はすべて大を以て小を撃つトリックテイキングゲームであり、麻雀のようなラミー系のゲームとはまったく異なっていた。
明代において、「葉子」という語は、さらに酒牌を意味することもあった。これは酒令のための道具であり、カードの構成は馬弔と似ていたが、サイズとカードのデザインに違いがあった。現存最古の酒牌は明の万暦年間の『元明戯曲葉子』で、潘之恒の『葉子譜』と同時代のものである。『葉子譜』によると、「葉子始於崑山、初用『水滸伝』中名色為角抵戯耳、後為馬掉……銭数賤九而貴空殊、倒置有味」、しかし「至酒牌出而古意逾失、用之逾浅。禅爵花妓、既已不倫、甚至淫媟欲嘔、徒敗人興」とあり、最初にゲーム用の葉子があり、そこから酒令用の葉子ができたようである。なお、酒牌を「葉子」とは言ったが、それを使った酒令のことを「葉子戯」ということはなかった。
馬弔のカードと麻雀牌の対応関係は次の通りとされている：
- 文銭門（一銭～九銭）－筒子
- 索子門－索子
- 万字門－萬子
- 空没文（齾客・空湯・空湯瓶・空堂・空文）－白
- 千万（千兵・老千）－發
- 半文銭（枝花・半枝花・半齾）－中

千万以外の十字門には対応する麻雀牌がなく、また麻雀の風牌に対応する馬弔のカードはない。

## 清代の葉子戯
清代には「葉子戯」という語の意味は多岐にわたる。ある著者は古人の著作を引用するために「葉子戯」に言及するとき、彼らの知る前代の解釈を使用した。たとえば『談書録』には「紙牌之戯、前人以為起自唐之葉子格・宋之鶴格・小葉子格、然葉格戯似兼用骰子、蓋与今之馬吊・遊湖異矣」といい、そこで引用しているのは唐代の解釈である。しかし高士奇の『天禄識余』では「葉子、如今之紙牌・酒令」といい、基本的に明代の解釈をしている（ただし唐代の葉子を紙牌・酒令と誤解している）。さらに葉子戯を馬弔自身と解釈することもあった。たとえば『分甘余話』および『蜀碧』がそうである。さらに「葉子格戯」を紙牌を使ったゲームの総称として使うこともあった。たとえば李斗『揚州画舫録』。
唐の葉子格は遥か以前に失われていたが、清代の著作家の多くは唐の葉子格を紙牌のことと誤解していた。前述の高士奇『天禄識余』や趙翼の『陔余叢考 葉子戯』がその例である。